# Піструєнь
Піструєнь (рум. Pistruieni) — село у Теленештському районі Молдови. Адміністративний центр однойменної комуни, до складу якої також входять села Гиртоп та Піструєній-Ной.

## Населення
За даними перепису населення 2004 року у селі проживали 798 осіб.
Національний склад населення села:
| Національність   | Кількість осіб | Відсоток   |
| ---------------- | -------------- | ---------- |
| молдавани румуни | 785 7          | 98,4% 0,9% |
| українці         | 4              | 0,5%       |
| росіяни          | 2              | 0,3%       |
| Всього           | 798            | 100%       |